# オートストア
オートストア（AutoStore）は、ロボットを用いた自動倉庫システムを提供する多国籍企業。ノルウェー・ローガラン県・Nedre Vatsに本拠を置き、日本を含む世界40カ国以上で事業を展開している。オスロ証券取引所上場企業（OSE: AUTO）。

## 沿革
1995年にIngvar Hognalandにより創業、半導体のディストリビューター事業を行っていたが、倉庫スペースの不足に直面し、半導体を積み重ねロボットがビンをコントロールする自動入出庫システムを考案、2005年に商用化され、販売は北欧諸国から拡大、現在ではアメリカ合衆国やドイツが主要販売先となった。
2016年12月、スウェーデンの投資会社EQTがオートストアの株式を買収、その後2021年4月にはソフトバンクグループが株式の4割を買収し筆頭株主となった。同年10月、オスロ証券取引所に株式を公開し上場企業となった。

## 日本における事業
日本では、2014年からオカムラを代理店としてオートストア製品の輸入販売が開始され、ニトリの物流会社ホームロジスティクスで国内初採用された。2019年11月には日本法人「オートストア・システム株式会社」が東京（中央区）に設立、小売・卸売業・製造業・Eコマース企業や3PLでオートストアのシステムが導入されている。